# Pro Sesto 1913
Maillots
Actualités
La Pro Sesto 1913 est un club italien de football. Il est basé à Sesto San Giovanni dans la province de Milan. 
Le club évolue pour la saison 2024-2025 en Serie D (D4).

## Historique

Ancien logo du club (2012-2020).
Logo depuis 2020.

- 1913 - fondation du club sous le nom de Società Ginnico Sportiva Pro Sesto

## Changements de nom
- 1914-1923 : Società Ginnico Sportiva Pro Sesto
- 1927-1963 : Unione Sportiva Pro Sesto
- 1963-2010 : Associazione Calcio Pro Sesto
- 2010-2012 : Associazione Sportiva Dilettantistica Nuova Pro Sesto
- 2012-2020 : Società Sportiva Dilettantistica Pro Sesto
- 2020- : Pro Sesto 1913

## Joueurs emblématiques
- Cristian Brocchi
- Massimo Gobbi
- Paolo Orlandoni
- Stefano Nava
- Ross Aloisi
- Abdelkader Ghezzal